# Kenganapalya, Koratagere
Kenganapalya là một làng thuộc tehsil Koratagere, huyện Tumkur, bang Karnataka, Ấn Độ.